# Arthur Meighen
Arthur Meighen, PC, QC; 16 de juny de 1874 – 5 d'agost de 1960) va ser un polític canadenc. Va exercir dues vegades com a primer ministre del Canadà, des del 10 de juliol de 1020 a 29 de desembre de 1921; i posteriorment des del 29 de juny de 1926 al 25 de setembre de 1926. Va ser el primer dels Primer Ministres nascuts després de constituir-se la Confederació del Canadà. Meighen més tard va ser Senador del Canadà i després de no aconseguir tornar a la política el 1941–42, tornà a la pràctica del Dret. Segons Larry A. Glassford, un professor d'educació de la Universitat de Windsor, "En qualsevol llista de Primers Ministres del Canadà organitzada segons els assoliments durant el seu exercici, Arthur Meighen no estaria en una posició gaire alta".

## Biografia
Arthur Meighen nasqué a una granja prop d'Anderson (Perth County), Ontario, ell va ser l'únic Primer Ministre del Canadà nascut a una granja. Asisí als estudis primaris a la Blanshard public school a Anderson. El 1892, durant el seu darrer any a l'institut al St. Marys Collegiate Institute, actualment conegut com a Arthur Meighen Public School, Meighen va ser elegit secretari de la societat literària. Va tenir distincions de primera classe en matemàtica, anglès i llatí.
Assistí al University College de la Universitat de Toronto on va obtenir el títol de B.A. en matemàtica el 1896. Allà va ser un rival de William Lyon Mackenzie King; els dos en el futur van ser Primers Ministres. Meighen es va graduar per l'Osgoode Hall Law School.
El 1904 es va casar amb Isabel J. Cox, van tenir dos fills i una filla.
Meighen es va dedicar a diverses professions abans de fer-se polític pel partis Conservador del Canadà. Va ser un bon orador reconegut per la seva agudesa.
Meighen va ser elegit per la Canadian House of Commons el 1908, El 1911 va ser reelegit.

## Ministre de gabinet

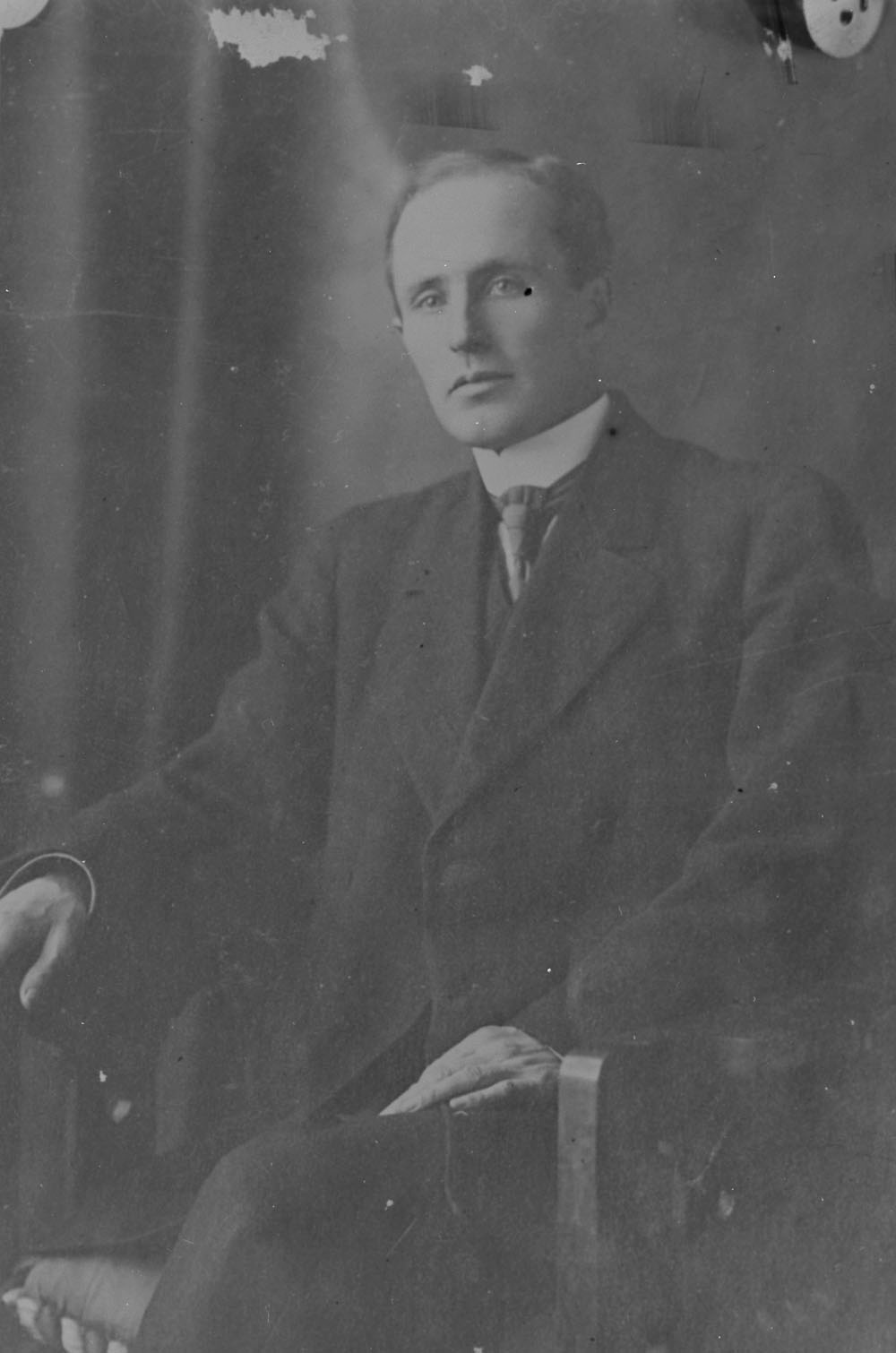
Meighen durant el seu càrrec polític els anys 1914-1919.

Meighen va exercir de Solicitor General des del 26 de juny de 1913, fins al 25 d'agost de 1917, quan va ser nomenat Ministre de Mines i Secretari d'Estat del Canadà. El 1917, era el principal responsable del servei militar durant la crisi de 1917. El 12 d'octubre de 1917 va tenir el ministeri d'Interior i del Assumptes amerindis i de Desenvolupament del Nord del Canadà (Minister of Indian Affairs and Northern Development).
Va ser reelegit en les eleccions federals de desembre de 1917.
Com a Ministre de l'Interior, Meighen impulsà la legislació en l'Imperi Britànic per crear la Companyia Canadian National Railway. Meighen va lluitar contra la Vaga General de Winnipeg de 1919.

## Primer ministre: primer Parliament
Va esdevenir el líder del Partit Conservador del Canadà i del Partit Unionista del Canadà, i Primer Ministre el 7 de juliol de 1920 i durant un any i mig, arran de la dimissió de Robert Borden.
Meighen va ser derrotat personalment a Portage la Prairie, quan el seu partit va quedar en tercera posició després del nou Partit Progressista. Va esdevenir el líder de l'oposició.
Meighen va destacar per la seva posició de suport a lajuda militar del Canadà davant la crisi de Chanak, en la qual el Secretari Colonial Britànic Winston Churchill va sostenir que els Dominionshavien d'ajudar Gran Bretanya en la seva guerra en la zona de Chanak, a Turquia. Aquest assumpe va fer caure el govern del primer Ministre britànic David Lloyd George.
El govern liberal de Mackenzie King va tenir escàndols de corrupció. En particular relacionats amb la construcció i expansió del Beauharnois Canal.Meighen denuncià King per mantenir-se al poder.

## Primer ministre: segon Parliament
Per la possibilitat de predre una votació en la Cambra del Comuns, Meighen anuncià que el Governador General faria que el ministres de la Corona només "acuessin", sense prendre jurament del càrrec. King va aprofitar l'avinantesa atraient els uport dels Progressistes per acabar amb el govern. El partit de Meighen i el mateix Meighen van ser vençuts i apartats del govern, després de ser Primer ministre durant només tres mesos.

## Llegat
- Una escola a Portage la Prairie, Manitoba portà el nom d'Arthur Meighen però va tancar l'any 2010.[6]
- Mont Arthur Meighen 52° 48′ 12″ N, 119° 33′ 12″ O / 52.80333°N,119.55333°O que fa 3205 m d'alt situat a British Columbia.
- Illa de Meighen, a l'Àrtida canadenca.
- L'edifici federal de Yonge Toronto.